# Колесниковское сельское поселение (Смоленская область)
Колесниковское сельское поселение —  упразднённое муниципальное образование в составе Хиславичского района Смоленской области России.
Административный центр — деревня Большие Хутора. 
Образовано Законом от 20 декабря 2004 года. Упразднено Законом Смоленской области от 20 декабря 2018 года с включением всех входивших в его состав населённых пунктов к 1 января 2019 года в Кожуховичское сельское поселение

## Географические данные
- Общая площадь: 67,25  км²
- Расположение: северо-западная часть Хиславичского района
- Граничит:
  - на севере и востоке — с  Кожуховичским сельским поселением
  - на юге — с Беларусью
  - на западе — с  Монастырщинским районом
- Крупные реки: Лыза.

## Население
| 2011 | 2012 | 2013 | 2014 | 2015 | 2016 | 2017 |
| ---- | ---- | ---- | ---- | ---- | ---- | ---- |
| 189  | ↘181 | ↘176 | ↘161 | ↘153 | ↘150 | ↘145 |
| 2018 | 2019 |      |      |      |      |      |
| ↘128 | ↘122 |      |      |      |      |      |

## Населённые пункты
На момент упразднения на территории поселения находилось 7 населённых пунктов:
- Деревня Большие Хутора — административный центр
- Евлаши, деревня
- Канарщина, деревня
- Колесники, деревня
- Милюты, деревня
- Переседенье, деревня
- Пожарищино, деревня

В 2010 году были упразднены деревни Бизюки, Максимовка, Селище, входившие в состав поселения.

## Экономика
Сельхозпредприятия, магазины .